# Waldemarsuddes oljekvarn

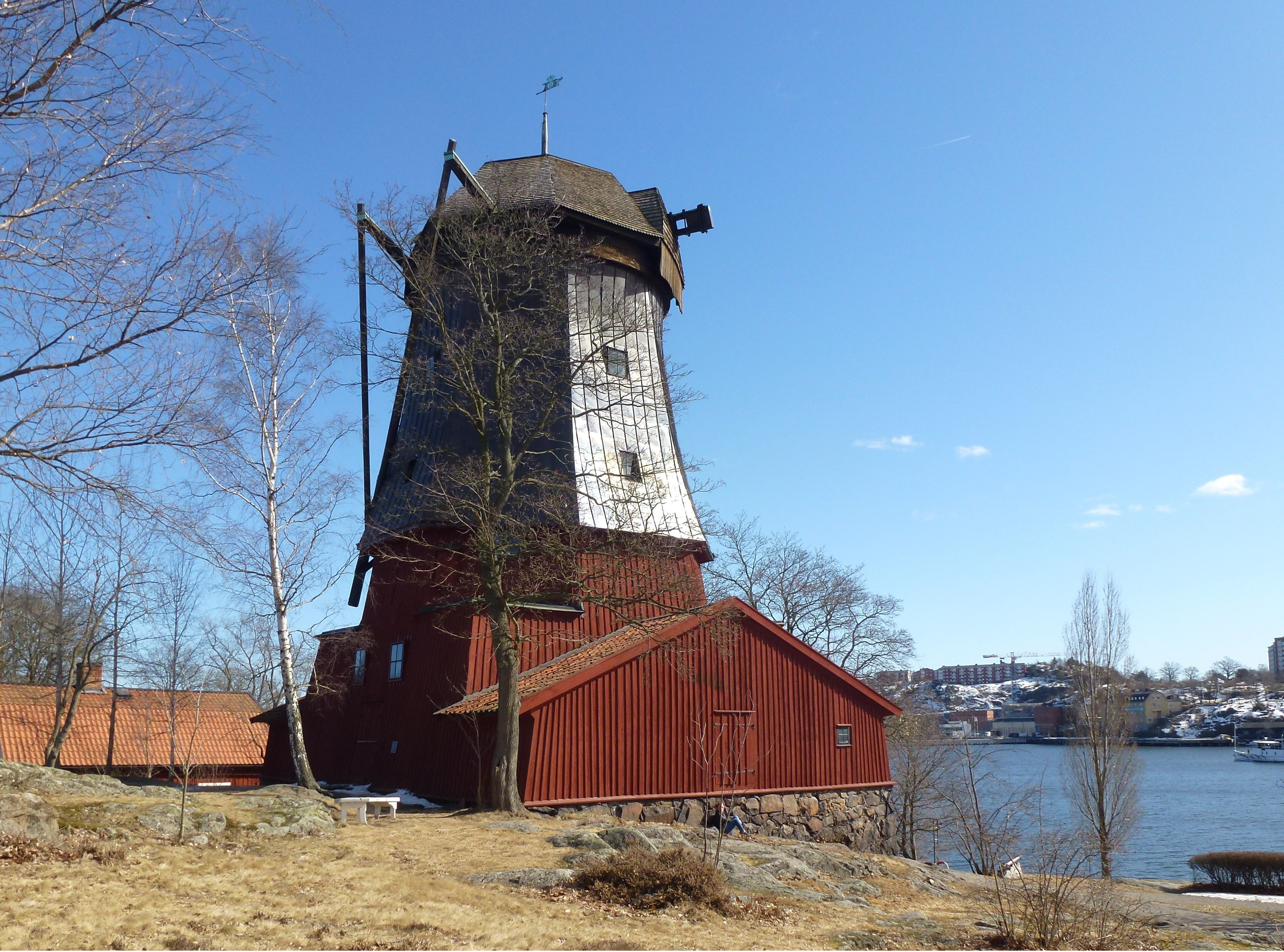
Oljekvarnen i april 2013.

Waldemarsuddes oljekvarn är en väderkvarn på Djurgården i Stockholm. Kvarnen står på Waldemarsudde, söder om Prins Eugens konstmuseum, och har varit motiv för många av prinsens tavlor.
Kvarnen uppfördes 1784 och användes för att framställa linolja. Oljekvarnen på Waldemarsudde saknar vingar men är annars välbevarad. Den är en industrihistorisk raritet och en av fem kvarvarande av sitt slag i världen. Nedanför kvarnen står en faluröd målad byggnad, det är kuskbostaden och vid vattnet finns ytterligare en byggnad med stora fönster, det är Waldemarsuddes orangeri.

## Historik

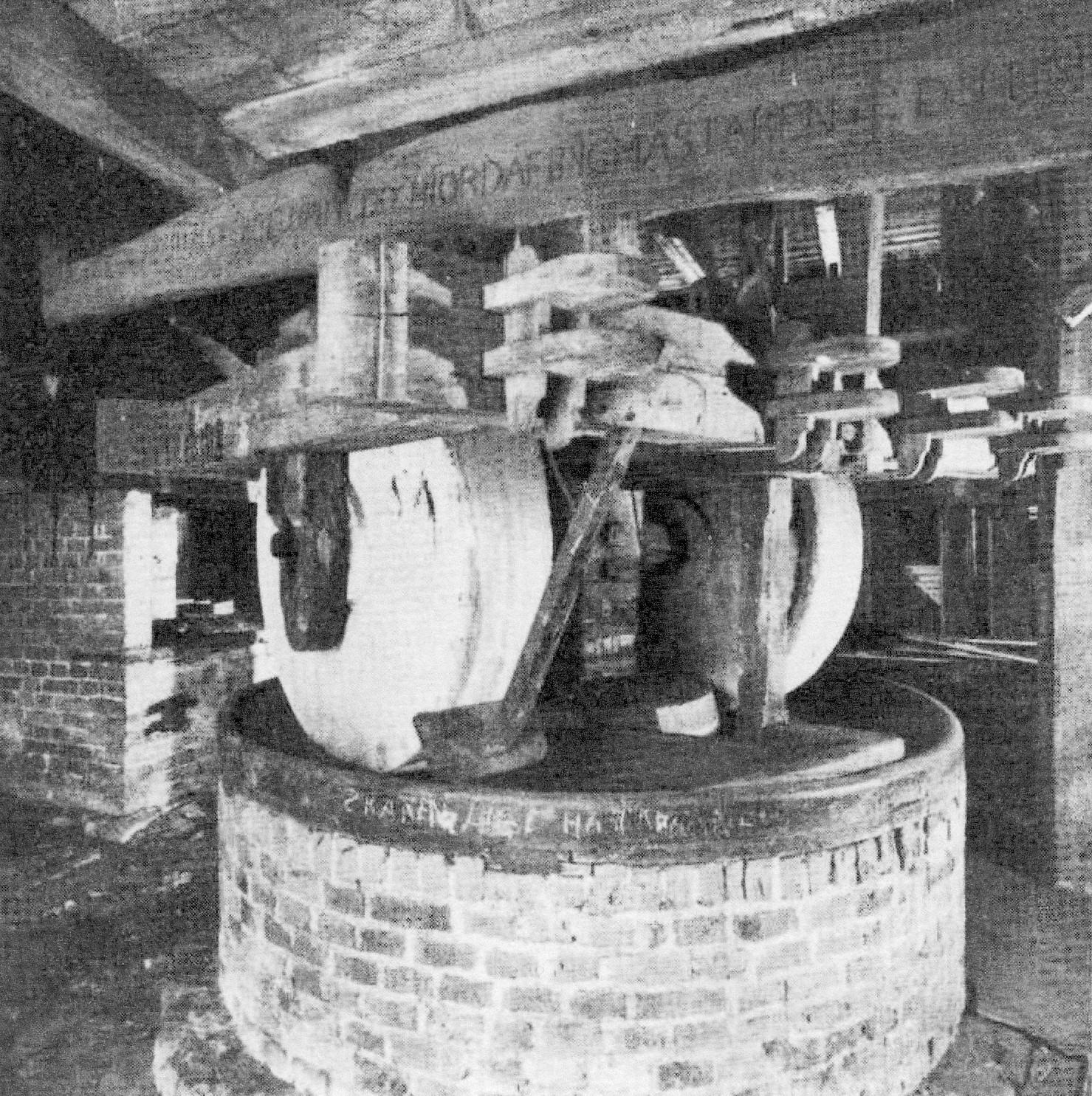
Oljekvarnens bottenvåning med malverket på 1950-talet.

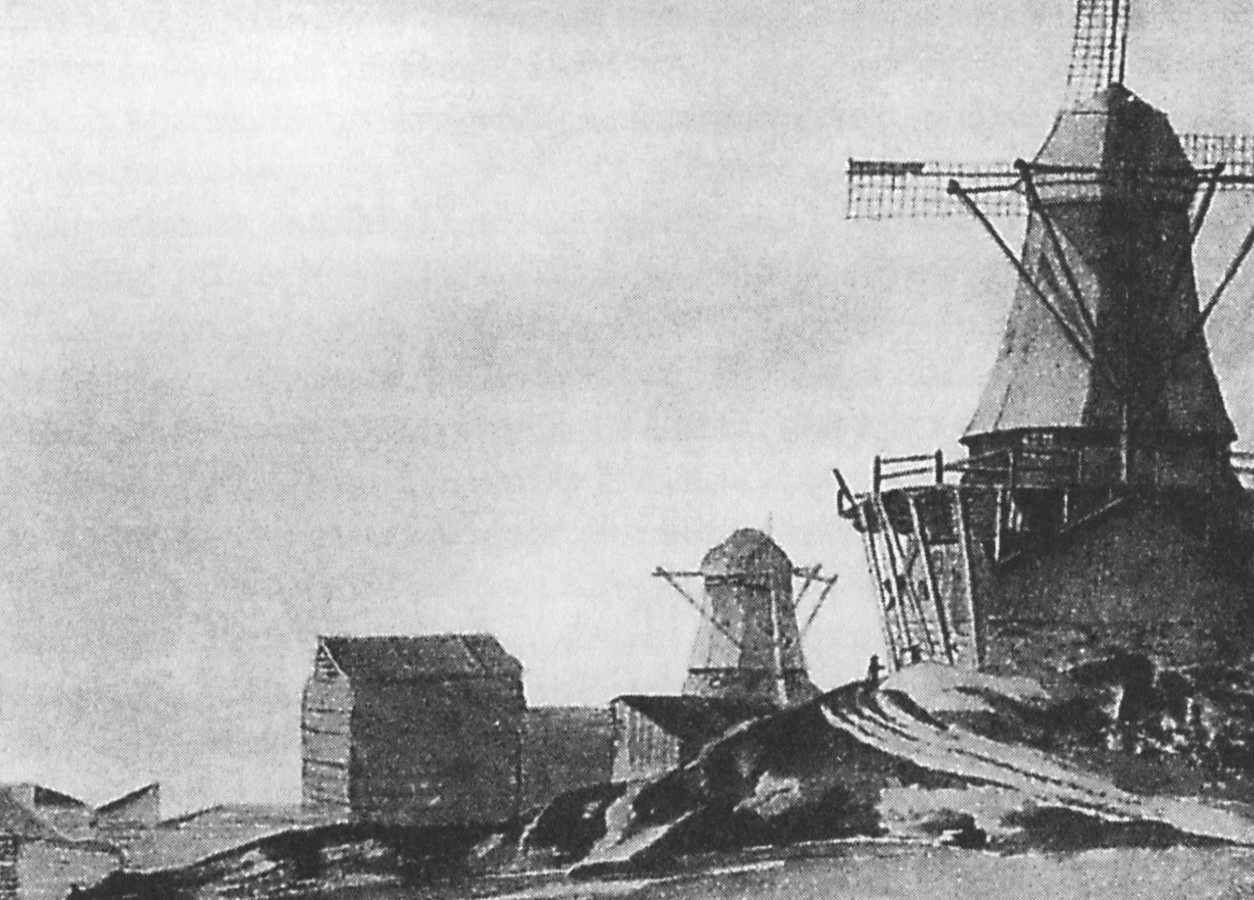
Oljekvarnen (närmast) och sågkvarnen före 1849. Sepialavyr av Tore Billing.

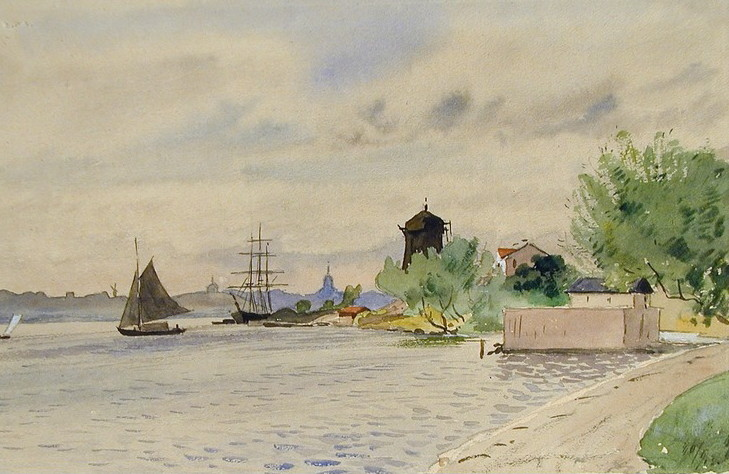
A.T. Gellerstedts akvarell från 1890.

Vid 1780-talets mitt fanns det två väderkvarnar av holländartyp (en typ där bara kvarnhuven med vingarna kan vridas mot vinden) på Waldemarsudde. Den ena var en sågkvarn som brann ner 1849. Den andra var en oljekvarn som fortfarande är bevarad men numera saknar sina vingar. Båda hade byggts på initiativ av grosshandlaren Carl Magnus Fris som hade förvärvat Waldemarsudde 1782.
I Waldemarsuddes oljekvarn framställdes linolja av linfrö och av resterna gjordes foderkakor åt arméns hästar. Kvarnen drev även ett raspverk som tillverkade färgpigment. Kvarnen uppfördes år 1784 av byggmästaren Johan Diderick Lundholm. På en planka innanför dörren står  "DEN. FÖRSTA. QUARN: I SVERGE. UPBYGD: OCH: IORD AF BYGMÄSTAREN. J: D: LUNDHOLM: AR. 1784." 
Kvarnen är byggd i fem plan. Bottenvåningen användes för beredning av linolja, som kokades i ett hus bredvid för brandfarans skull. Två trappor upp förvarades troligen linfröet. Det som återstod efter pressningen slogs sönder i tre stampar och pressades sedan samman i två kilpressar, som finns i bottenplanet. Byggnadens yttre fasader är kopparklädda. Från en brygga som gick runt kvarnen kunde man vrida kvarnhuven med hjälp av en stång tills vingarna stod rätt i vinden.
På 1830-talet upphörde produktionen av linolja i kvarnen och på illustrationer från 1860-talet syns att en av vingarna är trasig. På 1870- eller 1880-talet togs vingarna ner. På Prins Eugens målningar syns oljekvarnen utan vingar. År 1899 tyckte intendenten för Kungliga Djurgården att kvarnen borde rivas för den "vanprydde" platsen. Men det tyckte inte Prins Eugen och kvarnen blev kvar. 
År 1923 gjordes en teknisk undersökning av arkitekt Ferdinand Boberg tillsammans med Tekniska museet. Då upptäcktes oljekvarnens industrihistoriska betydelse. År 1953 genomfördes en större renovering genom Stockholms stad. Vid en invändig renovering 1961 återställdes kvarnens maskineri till funktionsdugligt skick. Den senaste renoveringen utfördes 2010 då kopparplåtarna byttes och taket fick nytt takspån.

## Bildgalleri

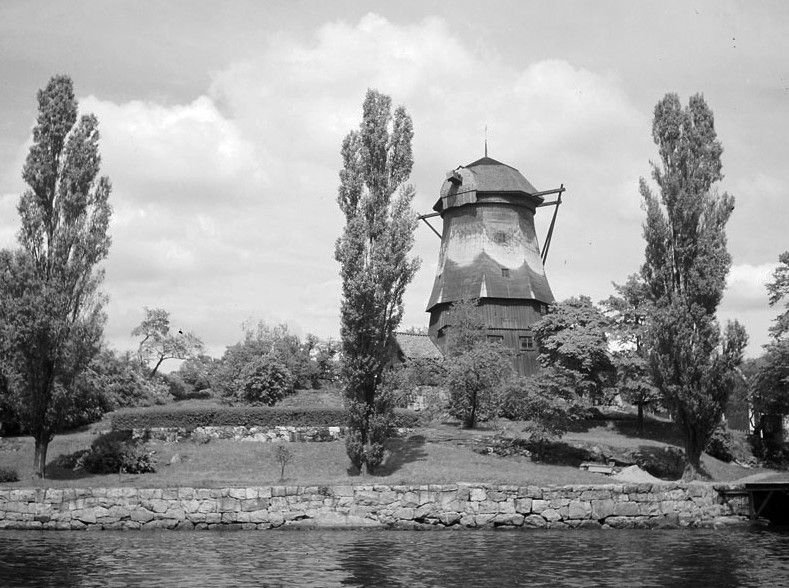
Kvarnen 1948
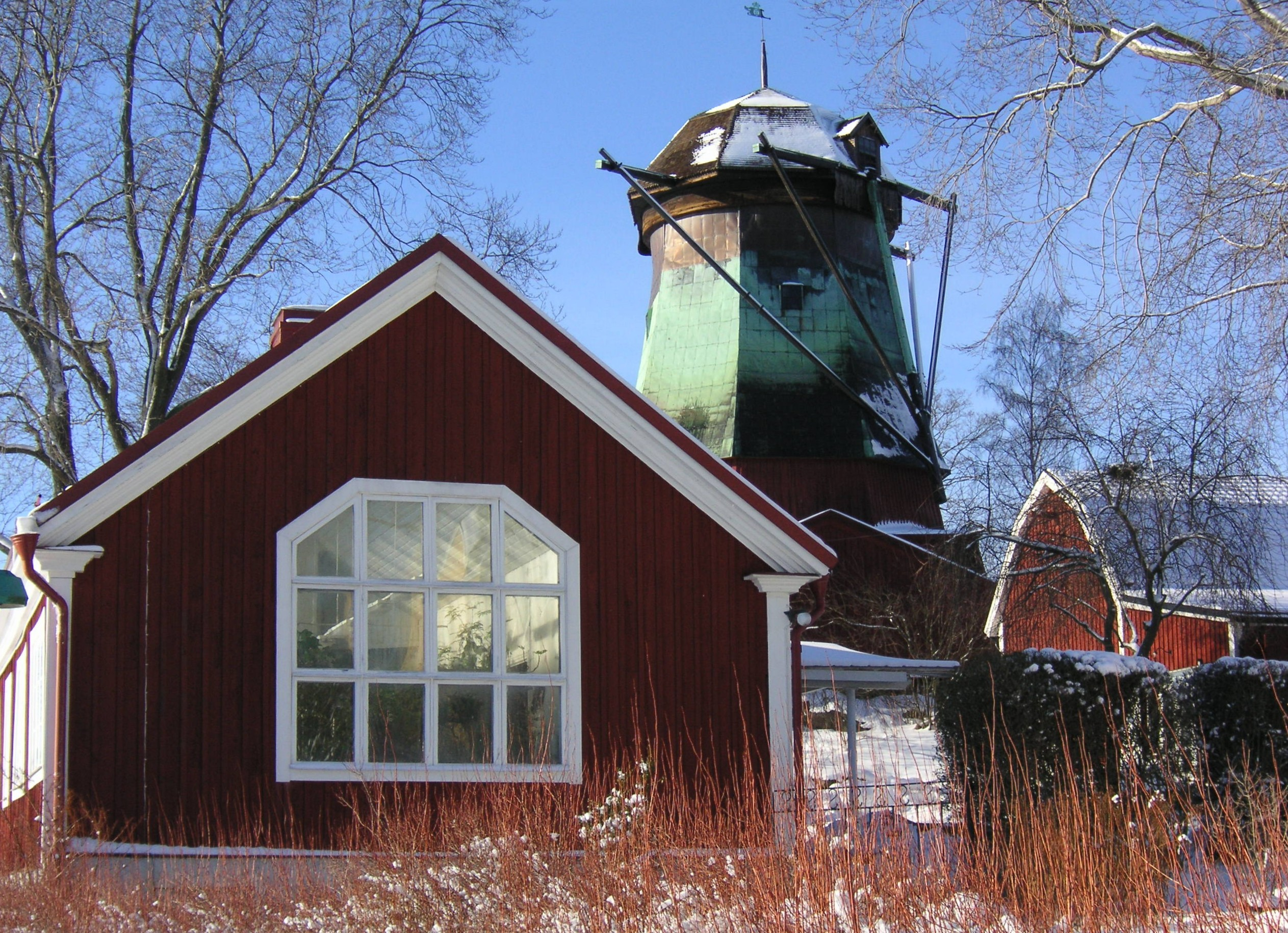
Orangeriet och oljekvarnen 2006
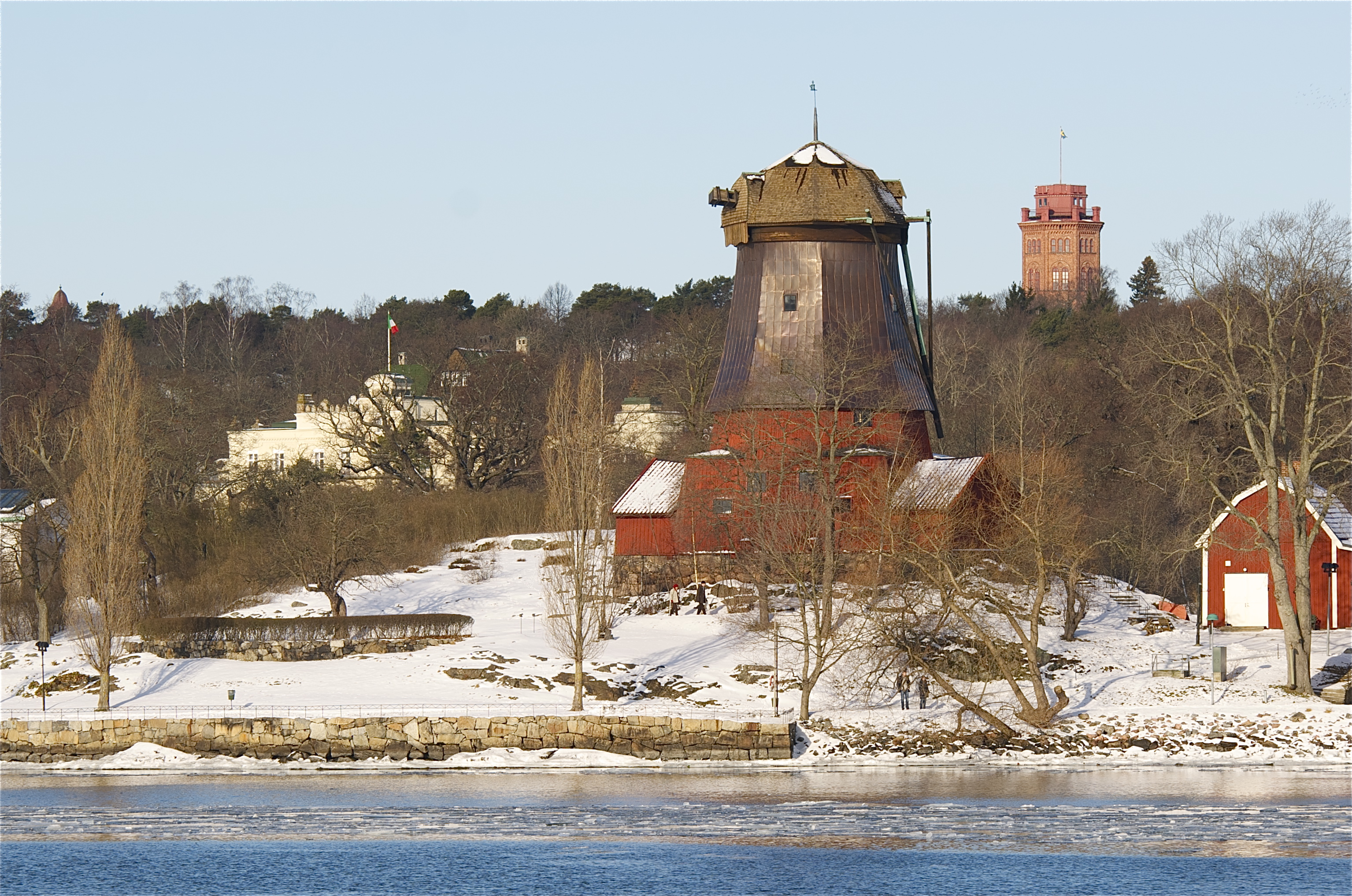
Kvarnen i februari 2012
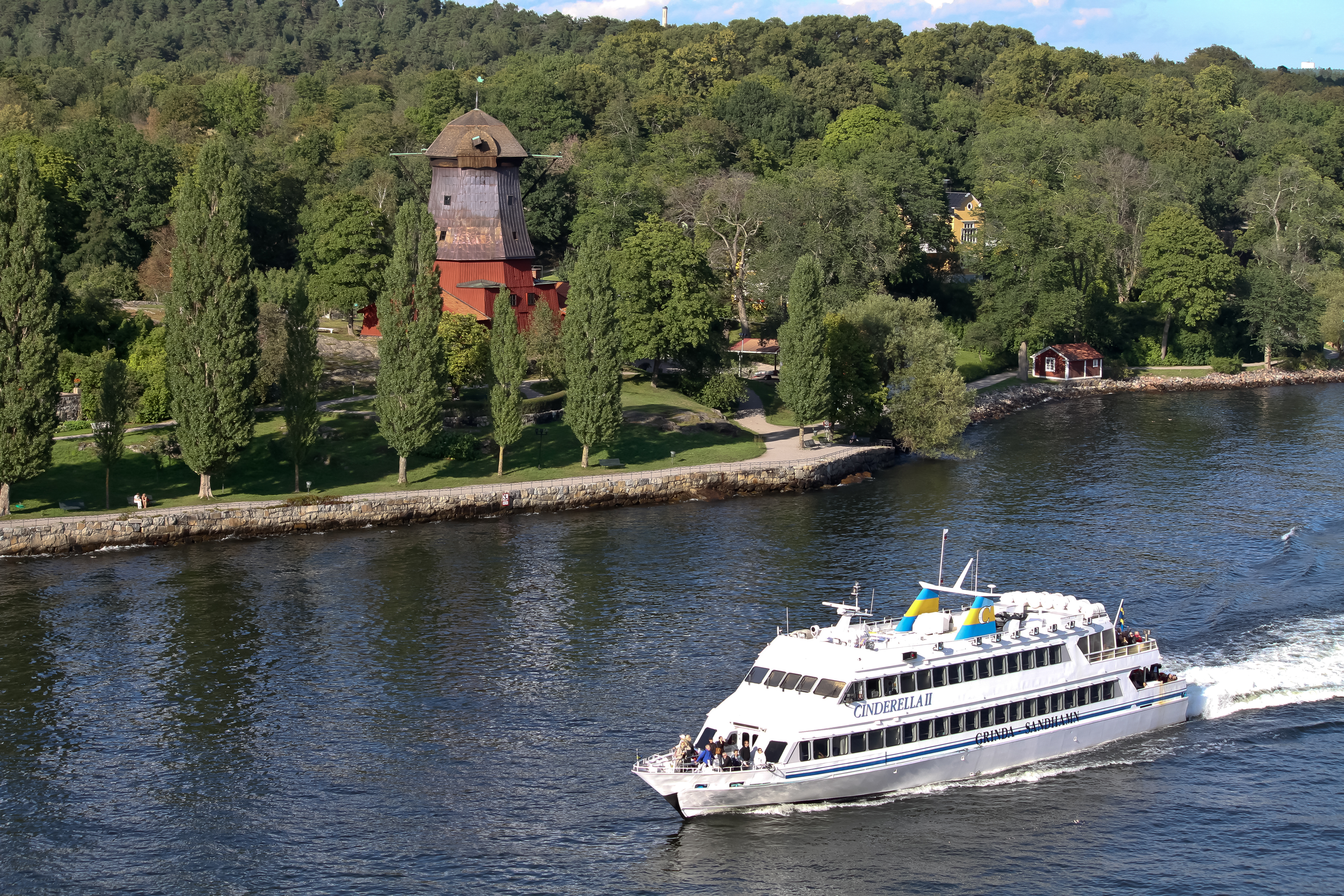
Kvarnen och Stockholms inlopp 2011
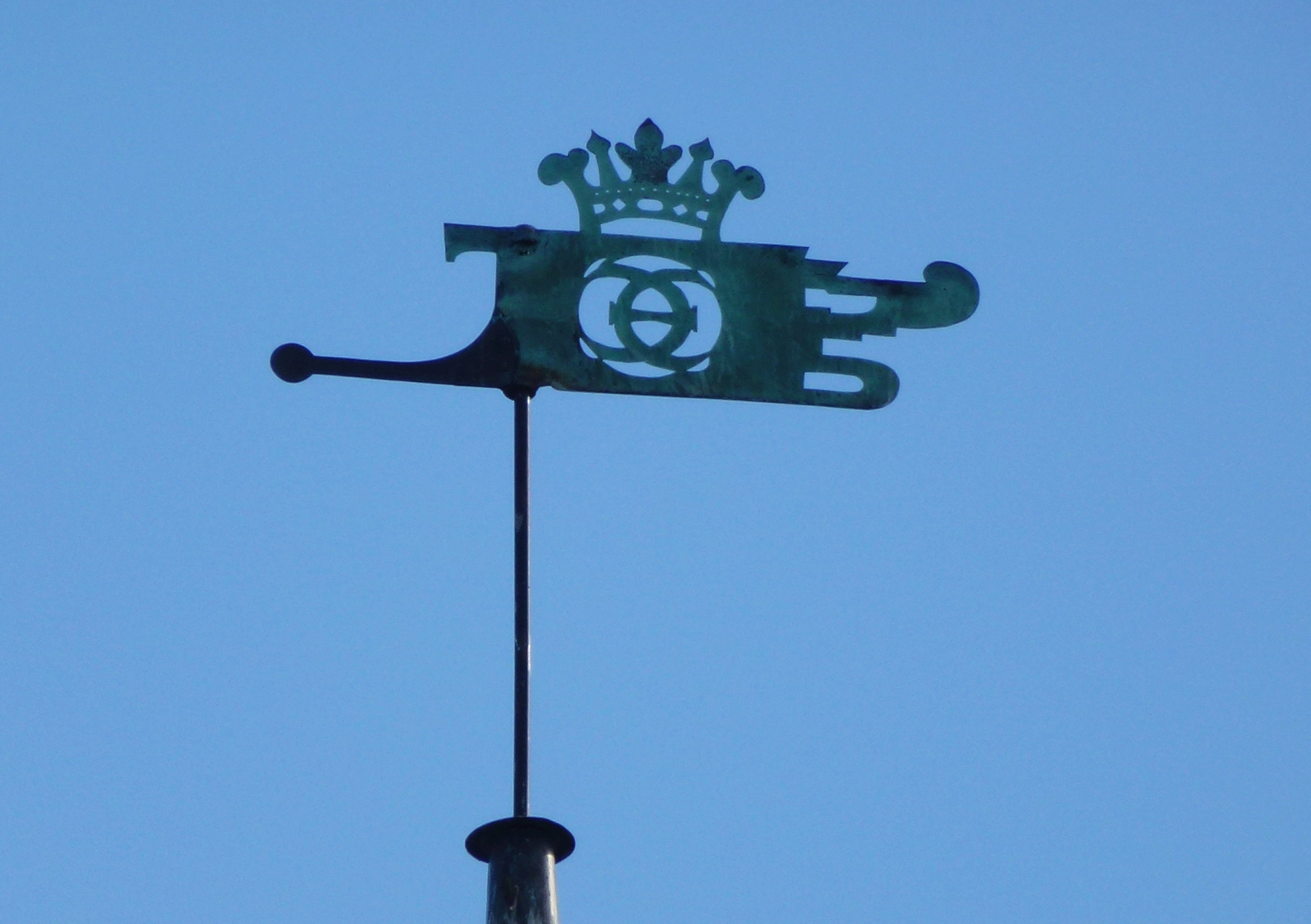
Vindflöjeln
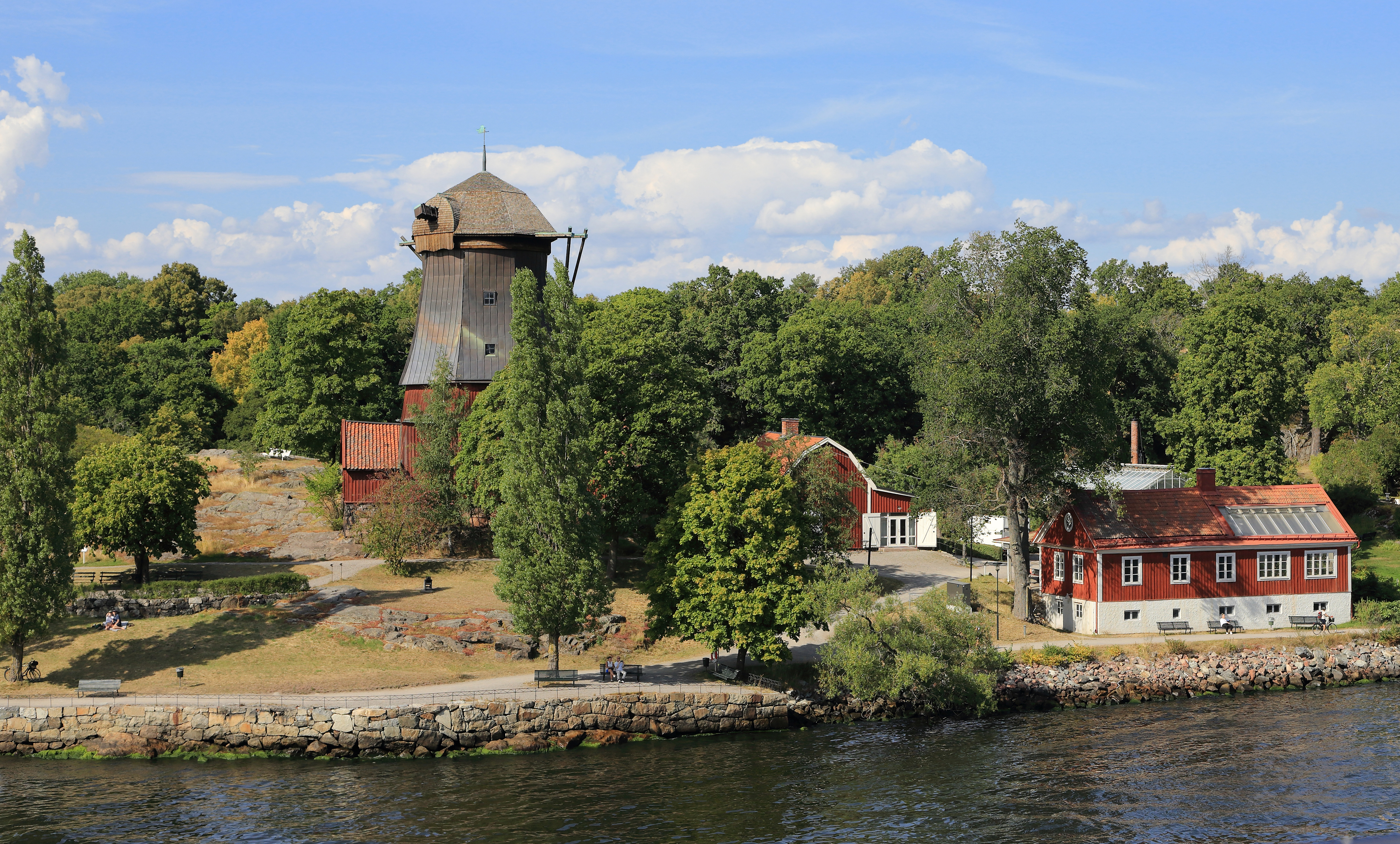
2020